# Bouby Rombaldi
Pour les articles homonymes, voir Bouby.
 (août 2016).
Alfred-Germain Rombaldi, dit Bouby, né le 31 décembre 1925 à Montana et mort le 13 août 2016, est un skieur suisse.

## Biographie
Il participe aux Jeux olympiques d'hiver de 1948 sous les couleurs de l'Italie.
Il est entraîneur de l'équipe féminine suisse aux Jeux olympiques d'hiver de 1956 et de 1960.

## Palmarès
- Champion de Suisse de combiné en 1951